# Édouard-Antoine Marsal
 (juillet 2017).
Si vous disposez d'ouvrages ou d'articles de référence ou si vous connaissez des sites web de qualité traitant du thème abordé ici, merci de compléter l'article en donnant les références utiles à sa vérifiabilité et en les liant à la section « Notes et références ».
Édouard-Antoine Marsal, né le 4 juillet 1845 et mort le 6 mars 1929 à Montpellier, est un peintre et illustrateur français.
Illustrateur, éditeur, fondateur de journaux en langue d'oc, il signait parfois ses dessins « Adel-Mars ».

## Biographie
Issu de parents dont le père, Jean Marsal, est surveillant de travaux pour les chemins de fer de Montpellier et la mère, Marie-Thérèse Arbieu, ayant l'activité de couturière et chapelière, le jeune Édouard-Antoine naît dans la maison Michel, située dans la rue Saint-Guilhem.
Édouard-Antoine Marsal entre à l'atelier de Charles Matet (1791-1870) qui est depuis 1837 conservateur au Musée de Montpellier (actuellement Musée Fabre), puis à l'École des beaux-arts de Paris où il est l'élève d'Alexandre Cabanel (1823-1889), avant de devenir lui-même professeur à l'École des beaux-arts de Montpellier en 1876.
Il expose au Salon de 1868 à 1888.
Il est élu majoral du Félibrige en 1892.
Il décède à son domicile, 5 rue Poitevine, à l'âge de 83 ans.

## Œuvre

### Illustrations d'ouvrages
- (oc) Louis Roumieux (1829-1894) (préf. Gratien Charvet (1826-1884), ill. Édouard Marsal), La Jarjaiado, pouèmo éroui-coumique, Paris / Montpellier, Maisonneuve / Ed. Marsal, 1879, 217 p., in-8o (BNF 45916651, SUDOC 005972175, présentation en ligne, lire en ligne).
- Maurice Jogand, Les amours de Dumollard, roman étrange, Paris, Librairie nationale, 1880.
- Louis d'Arène, La Favorite de Bou-Amema, roman historique, Montpellier, Firmin et Cabirou / Paris, Librairie nationale, [1882-1884] — lire sur Gallica.
- Jean Honoré Lamoureux, Les Saintes Maries de Provence, Nîmes, Lafare Frères, 1895.
- Joseph Soulet, Carrieiras dau clapàs, poèmes, 50 dessins originaux, préface de Paul Chassary, Sète, 1917.

### Œuvres dans les collections publiques
Aux États-Unis
- Sacramento, Crocker Art Museum : L'Atelier de l'artiste, 1889, huile sur toile.

En France
- Montpellier, musée Fabre :
  - Dona Marioun, bonne vieille femme du peuple, 1870[5] ;
  - Alfred Bruyas dans son cabinet de travail, 1876 ;
  - Portrait de Rodolphe Faulquier, 1879 ;
  - Portrait de vieille femme, 1881 ;
  - Palavas-les-Flots, 1889, huile sur toile 55 × 100 cm[3],[6] ;
  - Portrait de M. Pierre Brun, professeur de lycée de Montpellier, 1905, dessin ;
  - Portrait de Joseph Vidal, 1914 ;
  - Portrait de Madame Rose Azéma, 1923.
- Montpellier, Université de Montpellier :
  - Portrait de Justin Benoit[7] ;
  - Portrait de Frédéric Parmentier[8] ;
  - La remise du drapeau à l’Association générale des étudiants par le président de la République Sadi Carnot, 1891[9].

## Galerie

Œuvres d'Édouard-Antoine Marsal
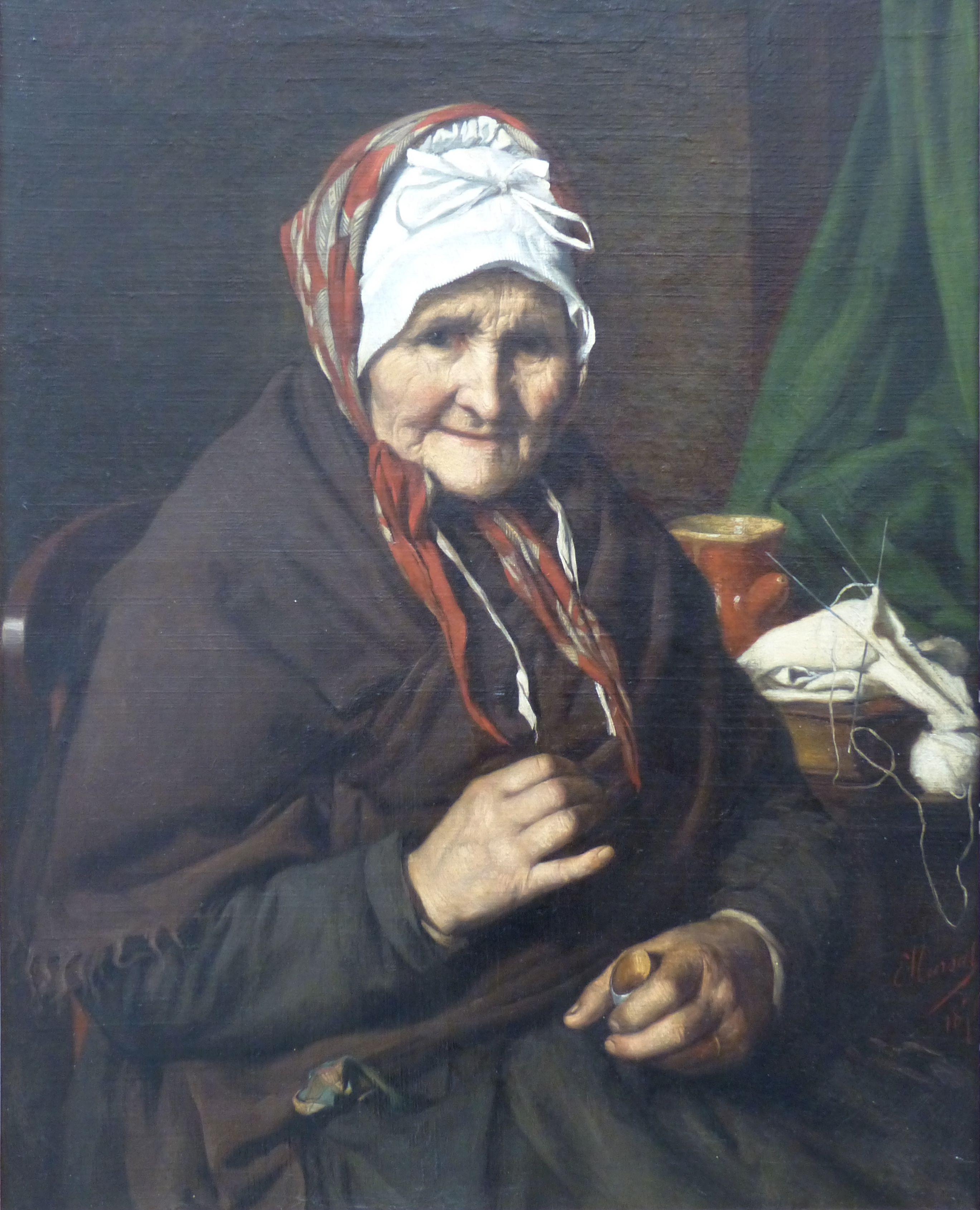
Dona Marioun, bonne vieille femme du peuple, 1871.
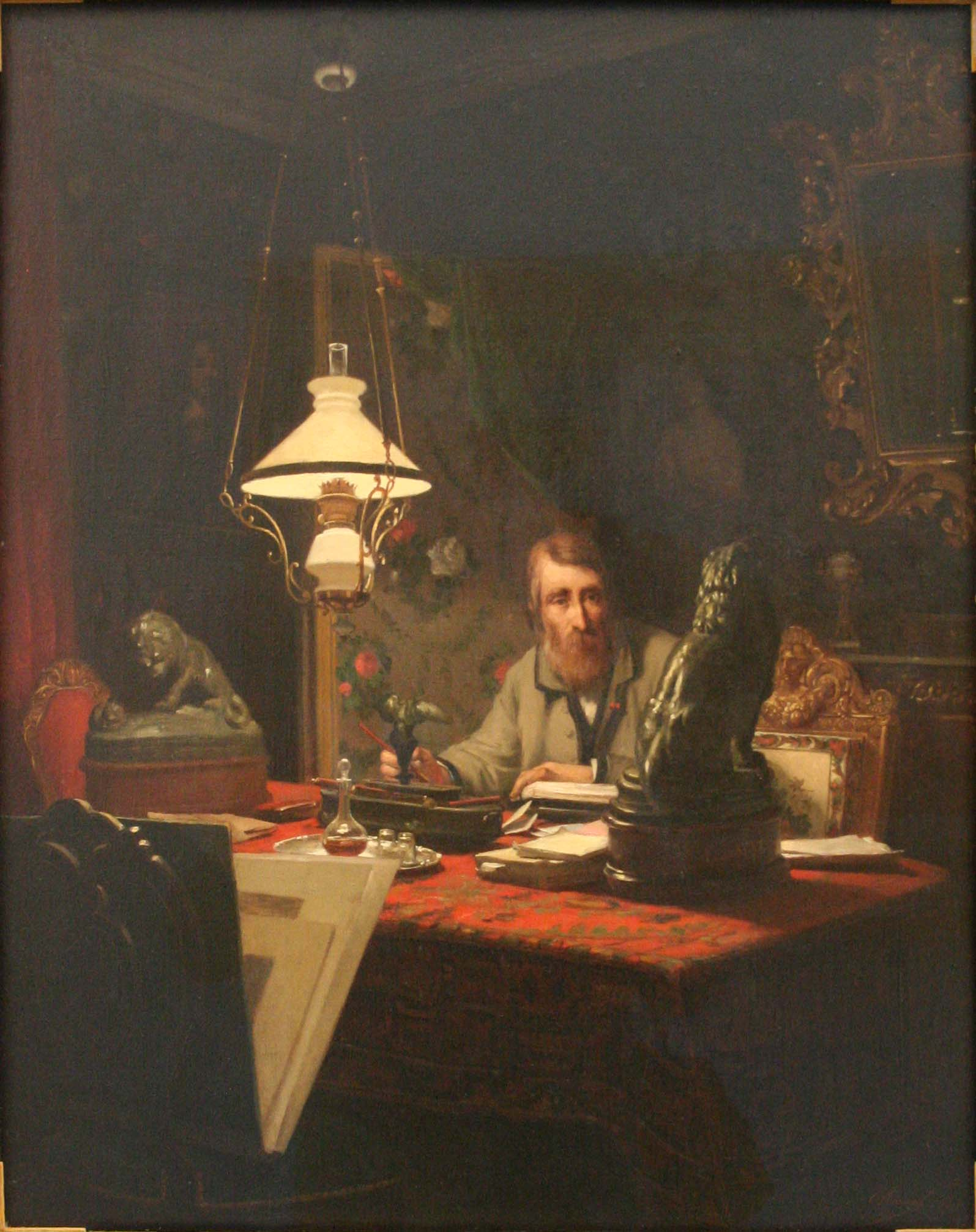
Alfred Bruyas dans son cabinet de travail, 1876.
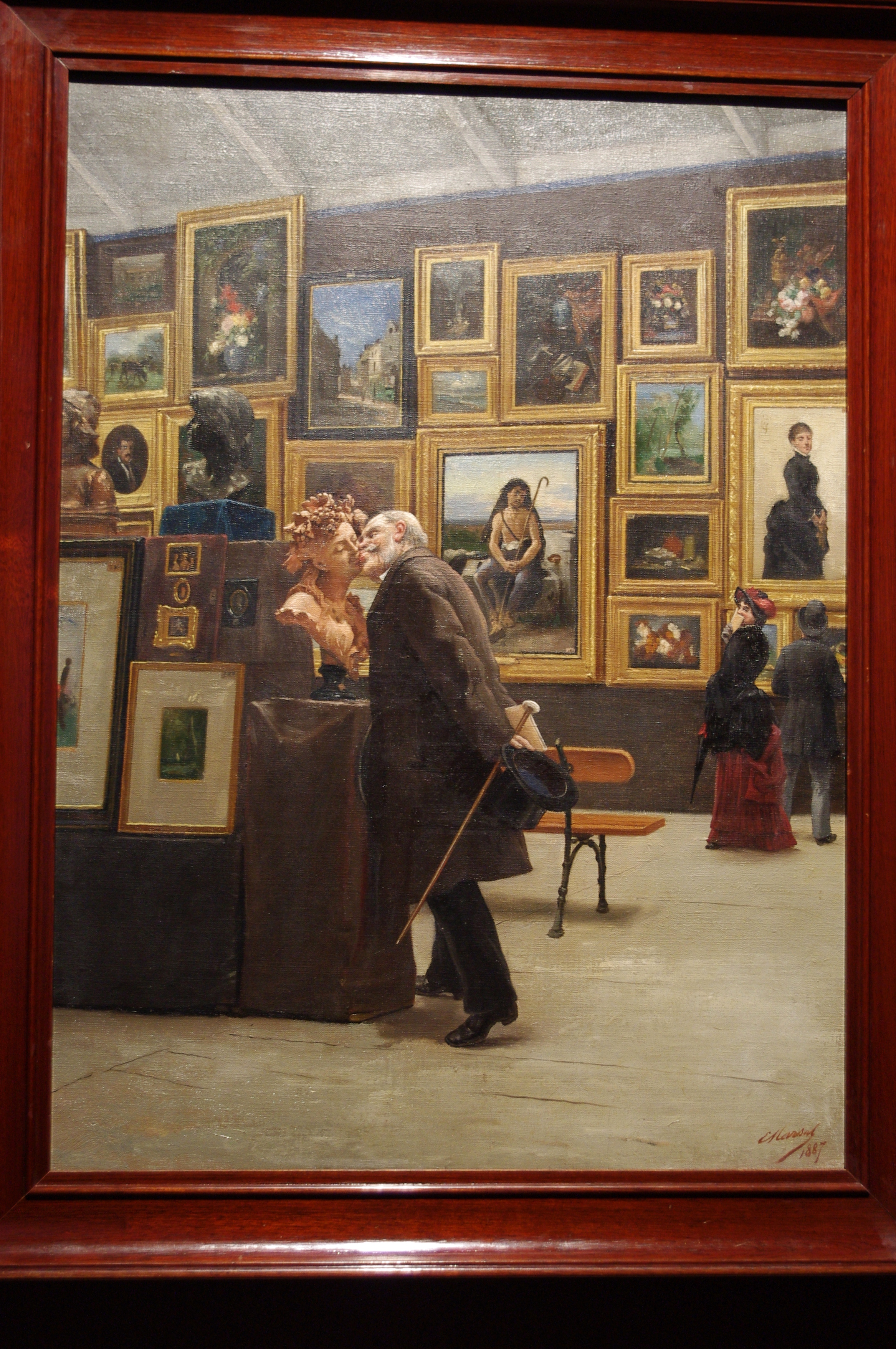
Satyre et Bacchante, 1887.

## Auteur
- Dins las carrieras dau Clapas (Montpellier, Firmin et Montane, 1896)[10]
- En memoria de Jolly lou coumedian, poème (1920)

## Élèves
Sauf mentions contraires, les références sont issues des Archives départementales de l'Hérault :
- [de 1886 à 1888]  : Pierre Chauvain ;
- [en 1894]  : Louis Coulet ;
- [en 1881 et 1882]  : Melchior Doze (1827-1913) ;
- [de 1886 à 1889]  : Fr. Isnard ;
- [de 1884 à 1886]  : J. Salières ;
- [de 1885 à 1899]  : G. Villeneuve ;
- [de 1901 à 1902]  : Antoine Calbet (1860-1942).

### Fonds d'archives
- Fonds : Édouard Marsal : Liste de 13 notices en inventaire (1848-2012). Archives municipales de Montpellier (présentation en ligne)..
- Fonds Édouard Marsal : correspondance passive du peintre avec des peintres, dessinateurs, illustrateurs et sculpteurs contemporains (1865-1909).  Cote : 1 J 1167. Archives départementales de l'Hérault (présentation en ligne)..
- Fonds Édouard Marsal : correspondance passive du peintre avec des félibres et des peintres (1878-1894).  Cote : 1 J 1800. Archives départementales de l'Hérault (présentation en ligne)..